# Agide (Alfieri)
Agide è una delle tragedie di Vittorio Alfieri, pubblicata per la prima volta nel 1788.

## Trama
Agide IV, re di Sparta, è processato e condannato per il suo tentativo di dare istituzioni più libere alla città; prima dell'esecuzione, Agide si suicida insieme a sua madre Agesistrata.
Agide IV occupò il trono di Sparta insieme a Leonida II, di cui aveva sposato la figlia Agiziade (Plutarco però racconta che la moglie di Agide non era la figlia di Leonida, ma fu più tardi sua nuora). Agide, che aveva solo ventitré anni al momento della sua morte, avvenuta nel 241 a.C., aveva un carattere nobile, e desiderava reintrodurre le antiche leggi di Licurgo, e instaurare una reale uguaglianza tra ricchi e poveri, abolendo i debiti e introducendo un'eque suddivisione delle terre. Queste misure erano naturalmente invise alla potente oligarchia, e anche a Leonida, cresciuto in una lussuosa corte asiatica. Agide fu appoggiato nelle sue riforme dalla madre Agesistrata e dal fratello Agesilao, che, essendo egli stesso molto indebitato, era ansioso di vedere attuata la parte relativa delle riforme.
Leonida venne bandito grazie all'influenza dei movimenti favorevoli alle riforme. Sua figlia preferì accompagnarlo in esilio piuttosto che rimanere col marito e spartire con lui il tempo del trionfo. Agide, però, dovette in seguito lasciare Sparta per prendere il comando dell'esercito, e in sua assenza ebbe luogo una rivolta popolare favorevole a Leonida, che, quando ha inizio la tragedia, si è appena reinsediato sul trono, mentre Agide, per salvarsi dalla folla, si è dovuto rifugiare in un tempio. Un ulteriore personaggio della tragedia è Anfare, capo dei magistrati, o efori, e devoto sostenitore di Leonida.

### Atto I
Anfare si congratula con Leonida per la riconquista del trono, ma quest'ultimo dice che non si sentirà sicuro fino a quando Agide sarà in vita. Anfare ricorda a Leonida che un tempo Agide gli ha salvato la vita difendendolo da Agesilao, e gli consiglia di essere prudente nelle azioni che intraprenderà contro di lui. Giunge Agesistrata, diretta al rifugio di Agide, e sostiene le ragioni del figlio. Leonida le replica che Agide sarà detronizzato, ma gli concede ancora un giorno per cercare di discolparsi. Anfare le suggerisce di cercare di convincere Agide a trovare un accordo con Leonida e i suoi vittoriosi sostenitori.

### Atto II
Agide, per non essere accusato di cercare di sottrarsi alla punizione per i suoi presunti misfatti, lascia il tempio. Giunge sua moglie, dicendogli che ora che la sua fortuna è in declino intende riunirsi a lui, ma supplicandolo di riconciliarsi con Leonida, di abbandonare i suoi progetti politici e di tornare a regnare insieme al proprio padre. Agide le risponde che il giorno della sua morte si sta forse avvicinando, e le chiede di allevare i loro figli nell'amore per la libertà. Giunge quindi la madre di Agide, seguita da una folla armata che, come ella spiega, è pronta a sostenere la causa di Agide; Agide però rifiuta il loro appoggio, annunciando l'intenzione di difendersi davanti alla città di Sparta riunita.  Compare Anfare, dichiarando, da parte degli Efori, che, se Agide ritirerà le sue nuove leggi, sarà riammesso al trono. Agide replica chiedendo un colloquio con Leonida.

### Atto III
Leonida, assistito dalle sue guardie, concede il colloquio richiesto da Agide. Quest'ultimo ricorda le circostanze del passato che hanno portato all'esilio di Leonida, chiedendogli di promulgare le leggi di Licurgo e introdurre la perfetta uguaglianza. In questo caso Agide si dice disposto ad offrire in sacrificio la propria vita e promette gloria eterna a Leonida. Leonida, dopo avere ascoltato Agide, ordina che venga arrestato, per impedirgli di tornare a rifugiarsi nel tempio, e si rallegra di averlo finalmente in proprio potere. A nulla valgono le suppliche della madre e della sposa di Agide per fargli abbandonare il proponimento di annientare il suo precedente collega nel governo, ora suo prigioniero.

### Atto IV
Leonida e Anfare si accordano sul modo per assicurarsi che Agide venga condannato da un tribunale di Efori e Senatori a loro favorevoli, da cui si dovrà escludere la popolazione di Sparta. Quando il tribunale si riunisce, Leonida manda Anfare a prelevare Agide, e abilmente arringa i giudici, cercando di prevenirli nei confronti di Agide, anche se dichiara di affidarsi completamente alla loro decisione. Anfare introduce Agide, circondato da guardie, e lo accusa di essere divenuto tiranno tradendo la fiducia riposta in lui. Agide si difende nobilmente, dopo avere denunciato il fatto che il tribunale non rappresenta veramente la popolazione di Sparta.
Nonostante gli sforzi di Anfare, l'eloquenza di Agide riesce a convincere della sua innocenza i rappresentanti del popolo presenti. Quando Agide viene ricondotto in carcere, Leonida sostiene di non volere la morte di Agide, ma di avere solamente cercato di convincerlo, e si rimette al giudizio del tribunale dicendo di sperare nella clemenza, poi si ritira. Quindi Anfare chiede di emettere la sentenza, e questa è di morte per Agide. Il popolo invoca il perdono, e le grida della moltitudine che avanza per salvare Agide si odono in lontananza.

### Atto V
Agide è in carcere, pronto alla morte e in attesa dei carnefici. Giunge Agiziade, fuggita dalla reclusione a cui il padre l'aveva condannata, e annuncia al marito che morirà con lui, se non potranno salvarsi. Agide però la persuade a vivere per amore dei loro figli, e i due si separano teneramente. Poi giunge Agesistrata, con due spade, annunciando che i sostenitori di Agide sono stati sopraffatti da quelli di Leonida; Agesistrata vorrebbe uccidere se stessa con una delle spade, dopo che Agide si sarà tolto la vita con l'altra.
Compaiono Leonida e Anfare, seguiti dai soldati, che hanno ricevuto l'ordine di uccidere Agide e la madre. Questi, però, intimoriti dalla maestosità del contegno di Agide, si ritraggono intimoriti. Agide chiede a Leonida di fare in modo che Agiziade non segua il suo esempio, poi si pugnala, immediatamente imitato da Agesistrata, lasciando Leonida e Anfare nel terrore:
Anfare: Un ferro egli ha?
Agesistrata: Due ne recai.
[Palesa anch’ella il suo ferro, e si uccide.]
— Ti seguo,...
o figlio;... e morta... sul tuo... corpo... io cado.
Leonida: Di maraviglia, e di terror son pieno...
Che dirà Sparta?...
Anfare: I corpi lor si denno
alla plebe sottrarre...
Leonida: Ah! mai sottrarli,
mai non potrem, dagli occhi nostri, noi.»

## Rappresentazione
La scena si svolge nel Foro alla soglia del carcere, in cui verrà celebrato un processo sommario, per passare poi all'interno della prigione di Sparta nella quale Agide si suicida, imitato poi dalla madre.
L'idea del carcere come scena finale era stata concepita anche per il Filippo, ma viene messa in atto solo nell'Agide.